# هیو ادواردز
هیو ادواردز (انگلیسی: Hugh Edwards; ۱۷ نوامبر ۱۹۰۶ – ۲۱ دسامبر ۱۹۷۲) قایقران روئینگ اهل بریتانیا بود.